# Scutellaria schugnanica
Scutellaria schugnanica là một loài thực vật có hoa trong họ Hoa môi. Loài này được B.Fedtsch. miêu tả khoa học đầu tiên năm 1913.